# Liste der Nummer-eins-Hits in Finnland (1995)
Dies ist eine Liste der Nummer-eins-Hits in Finnland im Jahr 1995. Sie basiert auf den offiziellen Single Top 20 und den Album Top 50, die im Auftrag von Musiikkituottajat, der finnischen Landesgruppe der IFPI, erstellt werden.

## Singles
| | Liste der Nummer-eins-Hits in Finnland | Liste der Nummer-eins-Hits in Finnland | Liste der Nummer-eins-Hits in Finnland                                                                   | 1996 →                    |
| \| Zeitraum \| Wo. ges. \| Interpret \| Titel Autor(en) \| Zusätzliche Informationen \| \| (Zeitraum, Wochen auf Platz eins, Interpret, Titel, Autor[en], zusätzliche Informationen) \| \| \| \| \| \| ----------------------------------------------------------------------------------------- \| -------- \| ----------------------- \| -------------------------------------------------------------------------------------------------------- \| ------------------------- \| \| 24. Dezember 1994 – 20. Januar 1995 4 Wochen \| 4 \| Mo-Do \| Super Gut Mario Pinosa, Sergio Portaluri, Fulvio Zafret, Claudio Zennaro \| – \| \| 21. Januar 1995 – 10. Februar 1995 3 Wochen \| 3 \| Sikaduo \| Kourin, kourin \| – \| \| 11. Februar 1995 – 24. Februar 1995 2 Wochen \| 2 \| Pandora \| Don't You Know Martin Ankelius, Peter Johansson \| – \| \| 25. Februar 1995 – 17. März 1995 3 Wochen \| 3 \| U 96 \| Club Bizarre Helmut Hoinkis, Alex Christensen, Ingo Hauss, Hayo Panarinfo, \| – \| \| 18. März 1995 – 24. März 1995 1 Woche \| 1 \| Moby \| Everytime You Touch Me Moby \| – \| \| 25. März 1995 – 7. April 1995 2 Wochen \| 2 \| The Prodigy \| Poison Liam Howlett, Keith Palmer \| – \| \| 8. April 1995 – 28. April 1995 3 Wochen (insgesamt 5) \| 5 \| Scatman John \| Scatman (Ski-Ba-Bop-Ba-Dop-Bop) John Larkin, Antonio Nunzio Catania, Tony Catania, Catania Music Studios \| – \| \| 29. April 1995 – 5. Mai 1995 1 Woche \| 1 \| Haddaway \| Fly Away Richard W. Palmer-James, Dee Dee Halligan, Junior Torello \| – \| \| 6. Mai 1995 – 12. Mai 1995 1 Woche (insgesamt 5) \| 5 \| Scatman John \| Scatman (Ski-Ba-Bop-Ba-Dop-Bop) John Larkin, Antonio Nunzio Catania, Tony Catania, Catania Music Studios \| – \| \| 13. Mai 1995 – 26. Mai 1995 2 Wochen \| 2 \| Movetron \| Ristinolla \| – \| \| 27. Mai 1995 – 2. Juni 1995 1 Woche (insgesamt 5) \| 5 \| Scatman John \| Scatman (Ski-Ba-Bop-Ba-Dop-Bop) John Larkin, Antonio Nunzio Catania, Tony Catania, Catania Music Studios \| – \| \| 3. Juni 1995 – 16. Juni 1995 2 Wochen \| 2 \| Bon Jovi \| This Ain't a Love Song Jon Bon Jovi, Richie Sambora Desmond Child \| – \| \| 17. Juni 1995 – 23. Juni 1995 1 Woche \| 1 \| Michael & Janet Jackson \| Scream James Harris, Terry Lewis, Michael Jackson, Janet Jackson \| – \| \| 24. Juni 1995 – 30. Juni 1995 1 Woche \| 1 \| U2 \| Hold Me, Thrill Me, Kiss Me, Kill Me Paul David Hewson, David Evans, Larry Mullen, Adam Clayton \| – \| \| 1. Juli 1995 – 14. Juli 1995 2 Wochen \| 2 \| Scatman John \| Scatman’s World Antonio Nunzio Catania, John Paul Larkin \| – \| \| 15. Juli 1995 – 4. August 1995 3 Wochen \| 3 \| Pandora \| One of Us Benny Andersson, Björn Ulvaeus \| – \| \| 5. August 1995 – 11. August 1995 1 Woche \| 1 \| Dr. Alban \| This Time I'm Free Alban, Ari Lehtonen, Jorge Vasconcelo \| – \| \| 12. August 1995 – 1. September 1995 3 Wochen (insgesamt 4) \| 4 \| Diana King \| Shy Guy Diana King, Andy Marvel, Kingsley Gardner \| – \| \| 2. September 1995 – 8. September 1995 1 Woche \| 1 \| Sin with Sebastian \| Shut Up (And Sleep with Me) Sebastian Roth \| – \| \| 9. September 1995 – 15. September 1995 1 Woche (insgesamt 4) \| 4 \| Diana King \| Shy Guy Diana King, Andy Marvel, Kingsley Gardner \| – \| \| 16. September 1995 – 22. September 1995 1 Woche \| 1 \| Samuli Edelmann & Sani \| Tuhat yötä \| – \| \| 23. September 1995 – 6. Oktober 1995 2 Wochen \| 2 \| AC/DC \| Hard as a Rock Angus Young, Malcolm Young \| – \| \| 7. Oktober 1995 – 12. Oktober 1995 1 Woche \| 1 \| Iron Maiden \| Man on the Edge Blaze Bayley, Janick Gers \| – \| \| 13. Oktober 1995 – 3. November 1995 3 Wochen \| 3 \| Ace of Base \| Lucky Love Jonas Berggren, Billy Steinberg \| – \| \| 4. November 1995 – 12. Januar 1996 10 Wochen \| 10 \| Coolio feat. L. V. \| Gangsta’s Paradise Stevie Wonder, Artis L. Ivey Jr., Douglas B. Rasheed, Larry James Sanders \| – \| |                                        |                                        | |                           |
| |                                        |                                        | | → 1996 →                  |
| Zeitraum | Wo. ges.                               | Interpret                              | Titel Autor(en)                                                                                          | Zusätzliche Informationen |
| (Zeitraum, Wochen auf Platz eins, Interpret, Titel, Autor[en], zusätzliche Informationen) |                                        |                                        | |                           |
| 24. Dezember 1994 – 20. Januar 1995 4 Wochen | 4                                      | Mo-Do                                  | Super Gut Mario Pinosa, Sergio Portaluri, Fulvio Zafret, Claudio Zennaro                                 | –                         |
| 21. Januar 1995 – 10. Februar 1995 3 Wochen | 3                                      | Sikaduo                                | Kourin, kourin                                                                                           | –                         |
| 11. Februar 1995 – 24. Februar 1995 2 Wochen | 2                                      | Pandora                                | Don't You Know Martin Ankelius, Peter Johansson                                                          | –                         |
| 25. Februar 1995 – 17. März 1995 3 Wochen | 3                                      | U 96                                   | Club Bizarre Helmut Hoinkis, Alex Christensen, Ingo Hauss, Hayo Panarinfo,                               | –                         |
| 18. März 1995 – 24. März 1995 1 Woche | 1                                      | Moby                                   | Everytime You Touch Me Moby                                                                              | –                         |
| 25. März 1995 – 7. April 1995 2 Wochen | 2                                      | The Prodigy                            | Poison Liam Howlett, Keith Palmer                                                                        | –                         |
| 8. April 1995 – 28. April 1995 3 Wochen (insgesamt 5) | 5                                      | Scatman John                           | Scatman (Ski-Ba-Bop-Ba-Dop-Bop) John Larkin, Antonio Nunzio Catania, Tony Catania, Catania Music Studios | –                         |
| 29. April 1995 – 5. Mai 1995 1 Woche | 1                                      | Haddaway                               | Fly Away Richard W. Palmer-James, Dee Dee Halligan, Junior Torello                                       | –                         |
| 6. Mai 1995 – 12. Mai 1995 1 Woche (insgesamt 5) | 5                                      | Scatman John                           | Scatman (Ski-Ba-Bop-Ba-Dop-Bop) John Larkin, Antonio Nunzio Catania, Tony Catania, Catania Music Studios | –                         |
| 13. Mai 1995 – 26. Mai 1995 2 Wochen | 2                                      | Movetron                               | Ristinolla                                                                                               | –                         |
| 27. Mai 1995 – 2. Juni 1995 1 Woche (insgesamt 5) | 5                                      | Scatman John                           | Scatman (Ski-Ba-Bop-Ba-Dop-Bop) John Larkin, Antonio Nunzio Catania, Tony Catania, Catania Music Studios | –                         |
| 3. Juni 1995 – 16. Juni 1995 2 Wochen | 2                                      | Bon Jovi                               | This Ain't a Love Song Jon Bon Jovi, Richie Sambora Desmond Child                                        | –                         |
| 17. Juni 1995 – 23. Juni 1995 1 Woche | 1                                      | Michael & Janet Jackson                | Scream James Harris, Terry Lewis, Michael Jackson, Janet Jackson                                         | –                         |
| 24. Juni 1995 – 30. Juni 1995 1 Woche | 1                                      | U2                                     | Hold Me, Thrill Me, Kiss Me, Kill Me Paul David Hewson, David Evans, Larry Mullen, Adam Clayton          | –                         |
| 1. Juli 1995 – 14. Juli 1995 2 Wochen | 2                                      | Scatman John                           | Scatman’s World Antonio Nunzio Catania, John Paul Larkin                                                 | –                         |
| 15. Juli 1995 – 4. August 1995 3 Wochen | 3                                      | Pandora                                | One of Us Benny Andersson, Björn Ulvaeus                                                                 | –                         |
| 5. August 1995 – 11. August 1995 1 Woche | 1                                      | Dr. Alban                              | This Time I'm Free Alban, Ari Lehtonen, Jorge Vasconcelo                                                 | –                         |
| 12. August 1995 – 1. September 1995 3 Wochen (insgesamt 4) | 4                                      | Diana King                             | Shy Guy Diana King, Andy Marvel, Kingsley Gardner                                                        | –                         |
| 2. September 1995 – 8. September 1995 1 Woche | 1                                      | Sin with Sebastian                     | Shut Up (And Sleep with Me) Sebastian Roth                                                               | –                         |
| 9. September 1995 – 15. September 1995 1 Woche (insgesamt 4) | 4                                      | Diana King                             | Shy Guy Diana King, Andy Marvel, Kingsley Gardner                                                        | –                         |
| 16. September 1995 – 22. September 1995 1 Woche | 1                                      | Samuli Edelmann & Sani                 | Tuhat yötä                                                                                               | –                         |
| 23. September 1995 – 6. Oktober 1995 2 Wochen | 2                                      | AC/DC                                  | Hard as a Rock Angus Young, Malcolm Young                                                                | –                         |
| 7. Oktober 1995 – 12. Oktober 1995 1 Woche | 1                                      | Iron Maiden                            | Man on the Edge Blaze Bayley, Janick Gers                                                                | –                         |
| 13. Oktober 1995 – 3. November 1995 3 Wochen | 3                                      | Ace of Base                            | Lucky Love Jonas Berggren, Billy Steinberg                                                               | –                         |
| 4. November 1995 – 12. Januar 1996 10 Wochen | 10                                     | Coolio feat. L. V.                     | Gangsta’s Paradise Stevie Wonder, Artis L. Ivey Jr., Douglas B. Rasheed, Larry James Sanders             | –                         |

## Alben
| | Liste der Nummer-eins-Hits in Finnland | Liste der Nummer-eins-Hits in Finnland | Liste der Nummer-eins-Hits in Finnland | 1996 →                    |
| \| Zeitraum \| Wo. ges. \| Interpret \| Titel \| Zusätzliche Informationen \| \| (Zeitraum, Wochen auf Platz eins, Interpret, Titel, zusätzliche Informationen) \| \| \| \| \| \| ------------------------------------------------------------------------------ \| -------- \| --------------------- \| ---------------------------- \| ------------------------- \| \| 22. Oktober 1994 – 13. Januar 1995 12 Wochen \| 12 \| Bon Jovi \| Cross Road – The Best Of \| – \| \| 14. Januar 1995 – 10. Februar 1995 4 Wochen \| 4 \| The Cranberries \| No Need to Argue \| – \| \| 4. März 1995 – 7. April 1995 5 Wochen \| 5 \| Bruce Springsteen \| Greatest Hits \| – \| \| 8. April 1995 – 14. Mai 1995 6 Wochen \| 6 \| Rednex \| Sex & Violins \| – \| \| 13. Mai 1995 – 19. Mai 1995 1 Woche \| 1 \| Take That \| Nobody Else \| – \| \| 20. Mai 1995 – 2. Juni 1995 2 Wochen \| 2 \| Tom Jones \| The Lead and How to Swing It \| – \| \| 3. Juni 1995 – 16. Juni 1995 2 Wochen \| 2 \| Movetron \| Romeo ja Julia \| – \| \| 17. Juni 1995 – 23. Juni 1995 1 Woche \| 1 \| Pink Floyd \| Pulse \| – \| \| 24. Juni 1995 – 11. August 1995 7 Wochen \| 7 \| Bon Jovi \| These Days \| – \| \| 12. August 1995 – 25. August 1995 2 Wochen \| 2 \| Scatman John \| Scatman’s World \| – \| \| 26. August 1995 – 15. September 1995 3 Wochen \| 3 \| E-Rotic \| Sex Affairs \| – \| \| 16. September 1995 – 29. September 1995 2 Wochen \| 2 \| Red Hot Chili Peppers \| One Hot Minute \| – \| \| 30. September 1995 – 20. Oktober 1995 3 Wochen \| 3 \| AC/DC \| Ballbreaker \| – \| \| 21. Oktober 1995 – 10. November 1995 3 Wochen \| 3 \| Green Day \| Insomniac \| – \| \| 11. November 1995 – 24. November 1995 2 Wochen \| 2 \| Queen \| Made in Heaven \| – \| \| 25. November 1995 – 2. Februar 1996 10 Wochen \| 10 \| Something to Remember \| Insomniac \| – \| |                                        |                                        |                                        |                           |
| |                                        |                                        |                                        | → 1996 →                  |
| Zeitraum | Wo. ges.                               | Interpret                              | Titel                                  | Zusätzliche Informationen |
| (Zeitraum, Wochen auf Platz eins, Interpret, Titel, zusätzliche Informationen) |                                        |                                        |                                        |                           |
| 22. Oktober 1994 – 13. Januar 1995 12 Wochen | 12                                     | Bon Jovi                               | Cross Road – The Best Of               | –                         |
| 14. Januar 1995 – 10. Februar 1995 4 Wochen | 4                                      | The Cranberries                        | No Need to Argue                       | –                         |
| 4. März 1995 – 7. April 1995 5 Wochen | 5                                      | Bruce Springsteen                      | Greatest Hits                          | –                         |
| 8. April 1995 – 14. Mai 1995 6 Wochen | 6                                      | Rednex                                 | Sex & Violins                          | –                         |
| 13. Mai 1995 – 19. Mai 1995 1 Woche | 1                                      | Take That                              | Nobody Else                            | –                         |
| 20. Mai 1995 – 2. Juni 1995 2 Wochen | 2                                      | Tom Jones                              | The Lead and How to Swing It           | –                         |
| 3. Juni 1995 – 16. Juni 1995 2 Wochen | 2                                      | Movetron                               | Romeo ja Julia                         | –                         |
| 17. Juni 1995 – 23. Juni 1995 1 Woche | 1                                      | Pink Floyd                             | Pulse                                  | –                         |
| 24. Juni 1995 – 11. August 1995 7 Wochen | 7                                      | Bon Jovi                               | These Days                             | –                         |
| 12. August 1995 – 25. August 1995 2 Wochen | 2                                      | Scatman John                           | Scatman’s World                        | –                         |
| 26. August 1995 – 15. September 1995 3 Wochen | 3                                      | E-Rotic                                | Sex Affairs                            | –                         |
| 16. September 1995 – 29. September 1995 2 Wochen | 2                                      | Red Hot Chili Peppers                  | One Hot Minute                         | –                         |
| 30. September 1995 – 20. Oktober 1995 3 Wochen | 3                                      | AC/DC                                  | Ballbreaker                            | –                         |
| 21. Oktober 1995 – 10. November 1995 3 Wochen | 3                                      | Green Day                              | Insomniac                              | –                         |
| 11. November 1995 – 24. November 1995 2 Wochen | 2                                      | Queen                                  | Made in Heaven                         | –                         |
| 25. November 1995 – 2. Februar 1996 10 Wochen | 10                                     | Something to Remember                  | Insomniac                              | –                         |